# Kanton Le Tampon-1
Der Kanton Le Tampon-1 ist seit 1949 ein französischer Wahlkreis im Arrondissement Saint-Pierre des Übersee-Départements Réunion. Er umfasst einen Teil der Gemeinde Le Tampon.